# Michael Baidoo
Michael Baidoo, född 14 maj 1999 i Accra, är en ghanansk fotbollsspelare (mittfältare) som representerar Plymouth Argyle FC.
Baidoo kom 2017 till danska FC Midtjyllands ungdomslag från ghananska Vision FC. Efter att ha spelat i flera andra danska och norska klubbar gick han i januari 2022 från norska Sandnes Ulf till IF Elfsborg. I Elfsborg blev han snabbt ordinarie; i Allsvenskan 2022 spelade han 21 matcher (8 mål) och i Allsvenskan 2023 28 matcher (5 mål). Efter tio mål på 27 matcher i Allsvenskan 2024 presenterades han i januari 2025 som ny spelare av engelska Plymouth Argyle.